# Kazuki Nakajima
Kazuki Nakajima, (născut la data de 11 ianuarie 1985, în Okazaki, Aichi, Japonia) este un pilot de curse care a concurat în Campionatul Mondial de Formula 1 între anii 2007 - 2009.

## Cariera în Formula 1
| Sezon | Echipă               | Număr puncte | Loc clasament general |
| ----- | -------------------- | ------------ | --------------------- |
| 2007  | AT&T Williams        | 0            | -                     |
| 2008  | AT&T WilliamsF1 Team | 9            | 15                    |
| 2009  | AT&T Williams        | 0            | -                     |